# Церова (Калиновик)
Церова је насељено мјесто у општини Калиновик, Република Српска, БиХ. Према попису становништва из 1991. у насељу је живјело 9 становника. Према попису становништва из 2013. у насељу је живјело 4 становника.

## Географија
Церова се налази у кањону Неретве.

## Становништво
| Демографија | Демографија | Демографија |
| Година      | Становника  | Становника  |
| ----------- | ----------- | ----------- |
| 1961.       | 47          |             |
| 1971.       | 30          |             |
| 1981.       | 26          |             |
| 1991.       | 9           |             |
| 2013.       | 4           |             |